# Mégarevue
Une mégarevue (aussi orthographié megarevue, traduction de l'anglais megajournal) est une revue scientifique en libre accès possédant un système d'évaluation par les pairs, avec la particularité d'être conçue sur un modèle de grande envergure pour ce qui est du domaine scientifique considéré et d'une faible sélectivité d'acceptation des articles. Le pionnier de ce modèle est la revue PLOS One. Ce modèle de publication lucratif a depuis été imité par d'autres éditeurs.

## Définition
Une mégarevue possède les caractéristiques suivantes :
- une large couverture de différents domaines
- l'acceptation des articles pour la publication basée sur le fait qu'ils sont censés, plutôt que sur la perception de l'importance
- l'utilisation de frais de traitement pour couvrir les frais de publication.

D'autres caractéristiques moins universelles sont
- « une accélération de l'examen et du processus de publication »,
- un comité éditorial académique à la place de comités éditoriaux professionnels,
- des services à valeur ajoutée tels que la possibilité de réutilisation de graphiques et de données par le biais de licences Creative Commons[4].

Les mégarevues sont également uniquement en ligne, sans version imprimée, et sont entièrement en libre accès, contrairement aux revues hybrides. Certains éditeurs prédateurs utilisent le modèle de la mégarevue.

## Influence
Le modèle florissant des mégarevues peut changer le paysage des revues scientifiques, pour le moins en termes de nombre d'articles publiés. Les mégarevues perturbent également le marché des frais de traitement.
Leur modèle d'affaires est un problème pour les évaluateurs, qui donnent de leur temps pour « influencer leur domaine, obtenir une exposition ou listent sur leur CV leurs services à un journal prestigieux ».
Enfin, ils peuvent réduire le rôle des revues scientifiques en tant que « forums pour l'échange... entre collègues dans un domaine ou sous-domaine », ce qui est un des rôles des revues savantes. Pour contrer cette dilution, PLOS One, le prototype de la mégarevue, a commencé à « catégoriser les articles pertinents dans des collections de sujet spécifique ».

## Liste des mégarevues
- PLOS One[6],[7],[8],[9],[10],[11],[12],[13],[14],[15],[16]
- ACS Omega[17]
- Scientific Reports[7],[8],[10],[11],[14],[16],[18]
- SAGE Open[8],[9],[10],[14],[16],[18]
- Royal Society Open Science[19]
- SpringerPlus[8],[9],[10],[14],[16],[18]
- BMJ Open[7],[8],[10],[14],[16]
- PeerJ[7],[9],[10],[12],[13]
- Medicine (Lippincott Williams & Wilkins journal)[20],[21],[22],[23]
- Biology Open[10],[11],[16]
- IEEE Access[10],[24],[25]
- FEBS Open Bio[10],[11]
- AIP Advances[10],[16]
- G3: Genes, Genomes, Genetics[10],[16]
- Zootaxa[26]
- Open Library of Humanities[27]
- De Gruyter Open imprint[28]
- Elsevier Heliyon[29]
- Sage Open Medicine[30]